# 순의 (연호)
순의(順義, 921년 2월 ~ 927년 11월)는 양오(楊吳) 국왕(國王) 양부(楊溥)의 첫번째 연호이자 칭제 전 연호이다. 6년 9개월 가량 사용하였다.

## 개원
- 무의(武義) 3년(921년) 2월에 연호를 순의(順義)로 개원함.[1][2][3]

- 순의(順義) 7년 11월 17일[4](927년 12월 13일)에 연호를 건정(乾貞)으로 개원함.[5][2][3]

## 연대 대조표
| 순의       | 원년                           | 2년        | 3년             | 4년             | 5년                 | 6년                 | 7년        |
| 서기(西紀) | 921년                          | 922년      | 923년           | 924년           | 925년               | 926년               | 927년      |
| 간지(干支) | 신사(辛巳)                     | 임오(壬午) | 계미(癸未)      | 갑신(甲申)      | 을유(乙酉)          | 병술(丙戌)          | 정해(丁亥) |
| 후량(後梁) | 정명(貞明) 7년 용덕(龍德) 원년 | 2년        | 3년             | -               | -                   | -                   | -          |
| 후당(後唐) | -                              | -          | 동광(同光) 원년 | 2년             | 3년                 | 4년 천성(天成) 원년 | 2년        |
| 전촉(前蜀) | 건덕(乾德) 3년                 | 4년        | 5년             | 6년             | 함강(咸康) 원년     | -                   | -          |
| 남한(南漢) | 건형(乾亨) 5년                 | 6년        | 7년             | 8년             | 9년 백룡(白龍) 원년 | 2년                 | 3년        |
| 오월(吳越) | -                              | -          | -               | 보대(寶大) 원년 | 2년                 | 보정(寶正) 원년     | 2년        |

## 같이 보기
- 중국의 연호 목록